# Gratba astrata
Gratba astrata är en insektsart som beskrevs av Irena Dworakowska 1982. Gratba astrata ingår i släktet Gratba och familjen dvärgstritar. Inga underarter finns listade i Catalogue of Life.